# الإكراه (فلم 2016)
يُعتبر فيلم الإكراه المعروف أيضًا باسم سادي فيلمًا مثيرًا تم إنتاجه دوليًا عام 2016 من إخراج كريج جودويل . من بطولة انالي تيبتون وجاكوب سيدررين ومارتا جاستيني . تم عرضه لأول مرة في مهرجان تورينو السينمائي في نوفمبر 2016.        

## قصة
تقوم سادي جلاس (تيبتون) بجولة نشر كتاب مع صديقها تييري (ميرليت). إنها تروج لكتابها الذي يعرض تفاصيل علاقتها الفوضوية مع أليكس (سيدرجرين) ، والذي يعني ضمنيًا أنه كان جنسيًا وعنيفًا. في إيطاليا ، يحضر أليكس ويدعو سادي لقضاء عطلة نهاية الأسبوع معه بدلاً من مقابلة عائلة تييري في باريس.
مستاءة من علاقتها الحالية ، توافق على مقابلة أليكس في النادي. هناك ، يجتمعون مع فرانشيسكا (جاستيني) ، التي تؤدي رقصة مثيرة. توافق سادي على الانضمام إلى أليكس فقط إذا انضمت فرانشيسكا إليهم.
في الفيلا ، تتعاطى سادي وفرانشيسكا المخدرات وتبدآن علاقة جنسية بينما يستعد أليكس لإقامة حفلة. في الحفل ، يصل العديد من الضيوف ويتناولون المخدرات ويمارسون الجنس مع بعضهم البعض. سادي تدخل في غرفة فيها شقّ حنجرة وترفعها في الهواء بذراعيها.
تستيقظ سادي وتبدأ بالتساؤل عما إذا كان ما رأته حقيقيا. إنها تواجه أليكس ، الذي يلومها لعدم معرفة ما كانت تحصل عليه.
سادي تغادر الفيلا وتحاول مغادرة البلدة. تسأل رجلاً في سيارة لإبعادها ، لكن الرجل هاجمها وأعاقها ، وأعادها إلى الفيلا. عندما تستيقظ ، ينظفها أليكس ويخبرها أنها مجرد لعبة.
في تلك الليلة ، قبل حفلة أخرى ، يظهر تيري ويخبر سادي أنه يحبها. سادي ترفضه وتبحث عن أليكس. أخبرته أن تييري لا ينتمي إلى هنا ، وأنه إذا ترك فسوف يفعل ما يريد.
تعطي فرانشيسكا سادي المزيد من العقاقير ، لكن بينما لا ترى ، سادي تبصقها. ترافق أليكس سادي إلى غرفة مليئة بالأشخاص المحيطين بتييري ، الذين تم ربطهم بنفس الطريقة التي كانت بها المرأة في الليلة السابقة. فرانشيسكا ترتدي زي الجلاد ، وتعطي سادي السكين. تقترب سادي من تييري وتقطع ذراعها خلف ظهره بينما يبدأ بقية الحشود في تقبيل بعضهم البعض. بينما تتحرك سادي لقطع حبال تييري ، يحاول أليكس منعها لكنها تطعنه في المعدة. وبغضب، تقوم فرانشيسكا بقطع حلق تييري وتهرب.
في وقت لاحق ، في مدينة نيويورك ، سادي في مطعم تقوم بالترويج لكتاب جديد. يكشف أنها قتلت بالفعل أليكس في باريس ، قبل أن يبدأ الفيلم. ترى فرانشيسكا في الحشد ويتحدثون بعد ذلك ، فرانشيسكا تشير إلى أن سادي ستعود قريبًا إلى عالم العنف المليء بالجنس الذي تحاول الفرار منه في الخارج ، بينما يتم تصوير سادي ، ترى فرانشيسكا تدخل سيارة وتجلس بجوار أليكس.

## أدوار
- أنالي تيبتون في دور سادي جلاس
- مارتا جاستيني في دور فرانشيسكا
- جاكوب سيدررين في دور اليكس
- يان بيجويت في دور مينوس
- أنيتا كرافوس بدور ثيلما
- فالنتين ميرليت في دور تييري

## إنتاج
في سبتمبر 2015 ، تم إعلان تيبتون لدور البطولة في الفيلم. تم التصوير في إيطاليا ، ابتداءً من نوفمبر 2015.  

## روابط خارجية
- مقالات تستعمل روابط فنية بلا صلة مع ويكي بيانات

## روابط
- الإكراه  في قاعدة بيانات الأفلام على الإنترنت (بالإنجليزية)
- الإكراه في BBFC
- الإكراه (فلم 2016) في موقع ميتاكريتيك.